# Чорнобаївка (станція)
Чорнобаївка — проміжна залізнична станція Херсонської дирекції Одеської залізниці на неелектрифікованій лінії Кульбакине — Херсон між роз'їздом Чеховичі (10 км) та станцією Херсон (10,6 км). Розташована поблизу села Чорнобаївка Херсонського району Херсонської області.

## Історія
Відкрито 1957 року, як роз'їзд, а згодом отримала статус станції.

## Пасажирське сполучення
До повномасштабного російського вторгнення в Україну у 2022 році на станції Чорнобаївка зупиняються приміські поїзди, що прямували до кінцевих станцій Херсон, Миколаїв-Вантажний та Апостолове.